# Мерісвілл (Канзас)
Мерісвілл (англ. Marysville) — місто (англ. city) в США, в окрузі Маршалл штату Канзас. Населення — 3447 осіб (2020).

## Географія
Мерісвілл розташований за координатами 39°50′34″ пн. ш. 96°38′17″ зх. д. / 39.84278° пн. ш. 96.63806° зх. д. (39.842671, -96.638111).  За даними Бюро перепису населення США в 2010 році місто мало площу 11,96 км², з яких 11,86 км² — суходіл та 0,09 км² — водойми.

## Демографія
Згідно з переписом 2010 року, у місті мешкали 3294 особи в 1468 домогосподарствах у складі 859 родин. Густота населення становила 276 осіб/км².  Було 1646 помешкань (138/км²).
Расовий склад населення:
| - 96,7 % — білих - 0,6 % — азіатів - 0,3 % — чорних або афроамериканців - 0,2 % — корінних американців |

До двох чи більше рас належало 1,4 %. Частка іспаномовних становила 2,6 % від усіх жителів.
За віковим діапазоном населення розподілялося таким чином: 24,0 % — особи молодші 18 років, 55,5 % — особи у віці 18—64 років, 20,5 % — особи у віці 65 років та старші. Медіана віку мешканця становила 41,8 року. На 100 осіб жіночої статі у місті припадало 91,8 чоловіків;  на 100 жінок у віці від 18 років та старших — 87,7 чоловіків також старших 18 років.
Середній дохід на одне домашнє господарство  становив 55 108 доларів США (медіана — 41 086), а середній дохід на одну сім'ю — 71 671 долар (медіана — 58 578). Медіана доходів становила 40 109 доларів для чоловіків та 28 107 доларів для жінок. За межею бідності перебувало 7,8 % осіб, у тому числі 11,3 % дітей у віці до 18 років та 4,3 % осіб у віці 65 років та старших.
Цивільне працевлаштоване населення становило 1666 осіб. Основні галузі зайнятості: освіта, охорона здоров'я та соціальна допомога — 26,1 %, виробництво — 17,4 %, роздрібна торгівля — 10,9 %, мистецтво, розваги та відпочинок — 8,3 %.